# Šanghaj Šen-sin
Šanghaj Šen-sin (čínsky pchin-jinem Shànghǎi Shēnxīn, znaky zjednodušené 上海申鑫) je čínský profesionální fotbalový klub, který sídlí v Šanghaji. Založen byl v roce 2003 pod názvem Šanghaj Cheng-jüan. V roce 2004 proběhlo stěhování do města Nan-čchang v provincii Ťiang-si. Zpátky do Šanghaje se klub přestěhoval v roce 2013. Svůj současný název nese od roku 2013. Klubové barvy jsou žlutá, modrá a bílá. Od sezóny 2016 působí v čínské druhé nejvyšší fotbalové soutěži.
Své domácí zápasy odehrává na stadionu Ťin-šan s kapacitou 30 000 diváků.
Plný název klubu je Fotbalový klub Šanghaj Šen-sin (čínsky v českém přepisu Šanghaj Šen-sin cu-čchiou ťü-le-pu, pchin-jinem Shànghǎi Shēnxīn zúqiú jùlèbù, znaky zjednodušené 上海申鑫足球俱乐部)

## Historické názvy
- 2003 – Šanghaj Cheng-jüan (Šanghaj Cheng-jüan cu-čchiou ťü-le-pu)
- 2004 – Nan-čchang Cheng-jüan (Nan-čchang Cheng-jüan cu-čchiou ťü-le-pu)
- 2013 – Šanghaj Šen-sin (Šanghaj Šen-sin cu-čchiou ťü-le-pu)

## Umístění v jednotlivých sezonách
Stručný přehled
Zdroj: 
- 2003: Chinese Yi League South
- 2004–2005: China League Two South
- 2006–2009: China League One
- 2010–2015: Chinese Super League
- 2016– : China League One

Jednotlivé ročníky
Zdroj: 
Legenda: Z – zápasy, V – výhry, R – remízy, P – porážky, VG – vstřelené góly, OG – obdržené góly, +/- – rozdíl skóre, B – body, červené podbarvení – sestup, zelené podbarvení – postup, fialové podbarvení – reorganizace, změna skupiny či soutěže
| Čínská lidová republika (2003 – ) |                         |        |    |    |    |    |    |    |     |    |        |
| Sezóny                            | Liga                    | Úroveň | Z  | V  | R  | P  | VG | OG | +/- | B  | Pozice |
| 2003                              | Chinese Yi League South | 3      | 10 | …  | …  | …  | …  | …  | …   | …  |        |
| 2004                              | China League Two South  | 3      | 22 | 13 | 4  | 5  | 30 | 15 | +15 | 40 | 6.     |
| 2005                              | China League Two South  | 3      | 19 | 11 | 4  | 4  | 27 | 15 | +12 | 27 | 1.     |
| 2006                              | China League One        | 2      | 24 | 4  | 8  | 12 | 11 | 27 | -16 | 20 | 11.    |
| 2007                              | China League One        | 2      | 24 | 10 | 6  | 8  | 26 | 26 | 0   | 36 | 5.     |
| 2008                              | China League One        | 2      | 24 | 11 | 9  | 4  | 37 | 24 | +13 | 42 | 3.     |
| 2009                              | China League One        | 2      | 24 | 14 | 5  | 5  | 48 | 22 | +26 | 47 | 2.     |
| 2010                              | Chinese Super League    | 1      | 30 | 8  | 8  | 14 | 33 | 35 | -2  | 32 | 13.    |
| 2011                              | Chinese Super League    | 1      | 30 | 8  | 5  | 17 | 20 | 41 | -21 | 29 | 14.    |
| 2012                              | Chinese Super League    | 1      | 30 | 6  | 12 | 12 | 36 | 35 | +1  | 30 | 15.    |
| 2013                              | Chinese Super League    | 1      | 30 | 11 | 7  | 12 | 31 | 42 | -11 | 40 | 7.     |
| 2014                              | Chinese Super League    | 1      | 30 | 9  | 6  | 15 | 26 | 42 | -16 | 33 | 11.    |
| 2015                              | Chinese Super League    | 1      | 30 | 4  | 5  | 21 | 30 | 70 | -40 | 17 | 16.    |
| 2016                              | China League One        | 2      | 30 | 12 | 4  | 14 | 54 | 48 | +6  | 40 | 10.    |
| 2017                              | China League One        | 2      | 30 |    |    |    |    |    |     |    |        |